# Falu centralstation
Falu centralstation (Falun C) är Falu tätorts och Falu kommuns enda järnvägsstation med tåguppehåll. Stationen ligger några minuters promenad från stadens centrum, nära sjön Tisken. Trafikplatssignaturen är Fln.
Vid Falun C möter Bergslagsbanan mellan Borlänge och Gävle godsbanan från Grycksbo, som är den kvarvarande delen av en tidigare järnväg som ledde till Rättvik och Mora. Grycksbobanan inkommer på stationshusets norra sida, vilket blir "bakom" stationshuset från de övriga spåren sett.
Stationen har tre på- och avstigningsspår för persontåg. Dessa plattformar ligger på stationsområdets södra del. Den trafikeras av SJ:s tåg Falun – Stockholm och av Tåg i Bergslagens tåg på linjen Mjölby/Hallsberg/Örebro - Borlänge - Gävle
På bangården finns några gamla lokstallar, i vilka Museiföreningen Gefle-Dala Jernväg bedriver verksamhet.
Väster om stationshuset finns en busstation. Det är dock nästan enbart fjärrbussar som angör denna. Byten mellan stadsbussar liksom byten mellan fjärrbussar (Dalatrafiks) och stadsbussar sker i allmänhet längs stråket KnutpunktenTåg i Bergslagen i centrum.
I stationshuset finns väntsal, biljettautomater samt ett mindre kafé. 
Inom Falu tätort finns ytterligare en järnvägsteknisk station. Det är mötesstationen Korsnäs (Koä) i stadsdelen med samma namn, som en gång också haft persontrafik. Längs banan mot Grycksbo och Rättvik fanns tidigare också Falun Norra. Kvarvarande sidospår revs upp i samband med att återstoden av denna bana, som då hade varit nedlagd i 16 år, renoverades inför återöppnandet 2003.

## Källhänvisningar
1. ↑  ”Fastighetsförteckning 2011”. Dalarnes Tidning. http://www.dt.se/dalarna/falun/kommunen-koper-stationshus. Läst 21 november 2014.